# Piscataways

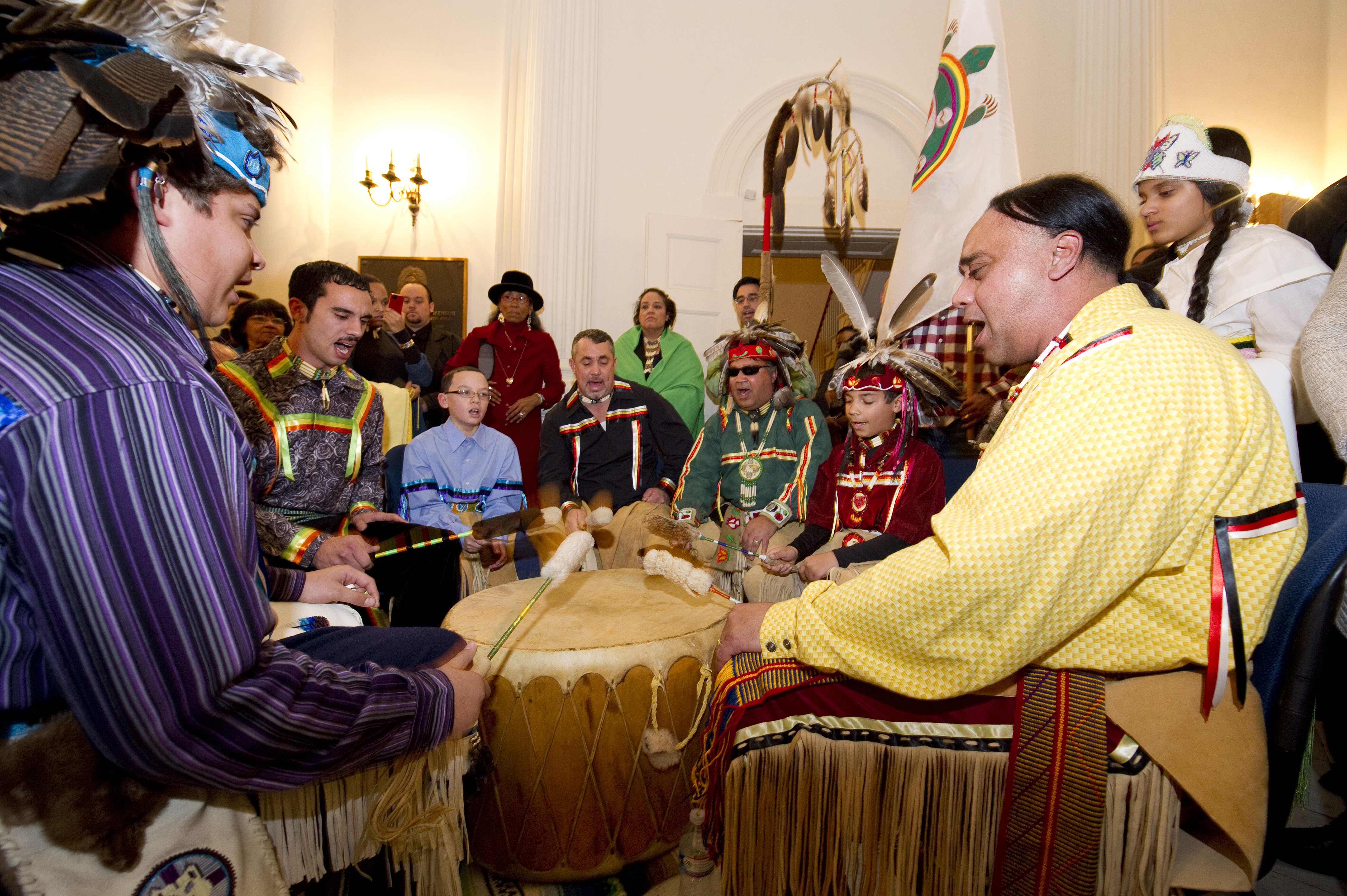
La nation indienne Piscataway et la tribu Piscataway Conoy reconnues par le gouverneur Martin O'Malley par Jay Baker à Annapolis (Maryland) en 2012.

Les Piscataways sont un peuple amérindien qui constituaient il fut un temps le système politique autochtone le plus populeux et puissant de la région de la baie de Chesapeake. Ils parlaient le piscataway, une langue algonquienne et dialecte du nanticoke. Une de les tribus voisines, les Iroquois, avec qui ils ont fusionné après une baisse massive de la population, après deux siècles d’interactions avec les colons européens, les appelaient Conoy.
En 2012, deux grands groupes représentant les descendants Piscataway ont reçu la reconnaissance de l’État comme des tribus amérindiennes : la Piscataway Indian Nation and Tayac Territory, et la Piscataway-Conoy Tribe of Maryland,. Dans le dernier groupe ont été inclus la Confédération Piscataway Conoy et sous-tribus et la bande Cedarville d’indiens Piscataway,. Tous ces groupes sont situés dans le sud du Maryland. Aucun n'est reconnu par le gouvernement fédéral des États-Unis.

## Nom
La tribu Piscataway a été enregistrée par les Anglais (dans les jours précédant l’orthographe uniforme) comme les Pascatowies, Paschatoway, Pazaticans, Pascoticons, Paskattaway, Pascatacon, Piscattaway et Puscattawy. Ils ont également été désignés par les noms de leurs villages : Moyaonce, Accotick ou Accokicke ou Accokeek, Potapaco ou Portotoack, Sacayo ou Sachia, Zakiah, Yaocomaco ou Youcomako ou Yeocomico, ou Wicomicons.
Les tribus de langue algonquienne liées comprenaient l’Anacostan, Chincopin, Choptico, Doëg ou Dogue ou Taux, Tauxeneen, Mattawoman et Pamunkey. Des tribus éventuellement plus lointainement liées comprenaient l’Accomac, l’Assateague, Choptank, Nanticoke, Patuxent, Pokomoke, Tockwogh et Wicomoco.

## Langue
La langue piscataway faisait partie de la grande famille des langues algonquiennes. En 1610, le missionnaire jésuite Andrew White a traduit le catéchisme catholique en piscataway, et d’autres missionnaires anglais ont compilé des documents en langue piscataway.

## Géographie
En 1600, la tribu Piscataway était principalement sur la rive nord de la rivière Potomac dans ce qui est maintenant le comté de Charles, la partie sud du comté de Prince George, et probablement la partie ouest du comté de Saint Mary dans le sud du Maryland, selon la carte de John Smith, de 1608, qui note également les plusieurs colonies sur la rivière Patuxent qui étaient sous un certain degré de suzeraineté Piscataway. Les colonies Piscataway apparaissent dans cette même zone sur les cartes jusqu’à l’année 1700,,. Des descendants Piscataway aujourd’hui habitent une partie de leurs terres traditionnelles dans ces domaines. Aucun des trois tribus reconnues par l’État mentionnées ci-dessus a une réservation ou terres en fiducie.

## Culture traditionnelle
La tribu Piscataway reposait davantage sur l’agriculture que beaucoup de leurs voisins, ce qui leur a permis de vivre dans des villages permanents. Ils vivaient à proximité des eaux navigables par pirogues. Leurs cultures comprenaient le maïs, plusieurs variétés de haricots, melons, citrouilles, courges et le tabac (pour les cérémonies). Les hommes chassaient ours, wapitis, cerfs, loups et ainsi que le castor, des écureuils, des perdrix, des dindes sauvages, et autres petits gibiers avec des arcs et des flèches. La pêche, la récolte des huîtres et les palourdes, et la cueillette de baies et noix en saison ont complété leur régime alimentaire,.
Comme cela était courant dans d’autres villages algonquins, les villages Piscataway ont inclus plusieurs maisons individuelles protégées par une palissade en rondins,. Les maisons traditionnelles étaient généralement rectangulaire et 3 mètres de haut et 6 mètres de long, un type d’une maison longue, avec des toits en forme de cylindre, recouverts d’écorce ou de nattes tissées. Un foyer occupait le centre de la maison avec une surcharge de trou de fumée.